# Solafa Magdy
Solafa Magdy est une journaliste égyptienne et une militante des droits humains, en butte aux autorités égyptiennes, emprisonnée dans des conditions dures pendant plus d'un an, exilée .

## Biographie
Née dans les années 1980, Solafa Magdy commence sa carrière en 2010 en tant que journaliste pour divers journaux arabes et égyptiens. Elle devient ensuite journaliste indépendante, contribuant à des médias tels que le média irakien Al Sharqiya, le journal égyptien Daily News Egypt et la BBC.
Elle se passionne pour la révolution égyptienne de 2011 et se concentre sur la couverture des questions liées à la liberté, aux droits de l'homme, aux droits des femmes, aux minorités et à l'immigration clandestine. Malgré les incompréhensions de sa famille et de sa communauté, elle choisit de vivre sans voile,.
En 2017, elle participe à la création de Everyday Footage, la première école en Égypte à enseigner, aux journalistes, aux militants, aux chercheurs et à d'autres, le journalisme mobile (en) en utilisant la technologie cellulaire.
Elle est arrêtée au Caire en novembre 2019, en pleine rue, avec son mari Hossam al-Sayyed. Sa détention est prolongée à plusieurs reprises. Enfermée dans une cellule sombre, froide et surpeuplée utilisée pour les travailleurs sexuels, plusieurs raisons sont mises en avant pour justifier son arrestation mais aucun fait précis ne vient les étayer. Elle subit des violences physiques et du harcèlement sexuel. Elle demande des soins médicaux qu'elle n'obtient pas ,,,, et son état de santé se détériore, mais elle résiste à ces différentes formes de pression.
Début 2021, Solafa Magdy et son mari Hossam el-Sayyad sont libérés sans explication et contraints à l'exil. Ils s'installent en septembre 2021 en France, à Marseille.